# Woman Rush Hour
Woman Rush Hour是一對日本搞笑組合，於2008年組成，成員分別是村本大輔和中川天堂（中川パラダイス）。他們兩人都是隸屬吉本興業的藝人，村本畢業於NSC第22期，中川則是第23期。他們為2013年度日本漫才大賽THE MANZAI 2013之優勝者。

## 成員

### 村本大輔
村本大輔（1980年11月25日－），擔任裝傻角色，站在左邊。身高為174cm，體重為60kg，血型為O型。

#### 來歷
福井縣大飯郡大飯町出身，是NSC第22屆畢業生。於1999年入學，2000年畢業。和他同期的藝人分別有King Kong，山里亮太（南海甜心），超級馬拉多納，Piece，平成野武士古武士和NON STYLE等等。村本在NSC畢業後曾先後和10個人組成組合，但都以解散告終。在這些經歷中，當他以「村本・本田」這個組合活動時曾成功進入到M-1大賽的準決賽。在此之後則以的名義進行活動。村本於2008年9月開始和中川天堂以Woman Rush Hour的組合名義繼續活動。

#### 性格和個人相關
- 村本有一名弟弟。其弟是日本陸上自衛隊的自衛官，駐屯於日本石川縣金澤市的金澤駐屯地（日语：金沢駐屯地）。

### 中川天堂
中川天堂（1981年4月12日－），本名中川和宗，擔任吐槽角色，站在右邊。身高為173cm，體重為63kg，血型為B型。

#### 來歷
大阪府大阪市東淀川區出身。是NSC第22屆畢業生。2000年入學，2001年畢業。學生時代就與同學搭檔表演，立志成為相聲藝人。自NSC畢業後不斷參加藝人徵選，但都未獲得入選，一度想放棄當藝人。
曾與NSC某位同期組團，但不久即拆夥解散。2008年9月與村本組成「Woman Rush Hour」，同年10月以中川天堂當作藝名。2011年12月8日於自己的部落格宣布與圈外女性結婚，翌年1月1日妻子正式入籍。2012年7月29日，長男誕生。2014年因眼睛不適，於1月21日於都内某醫院接受診察，被診斷出罹患視網膜剝離。手術於1月24日進行，因需休養一週，工作因而暫停。

## 出演作品

### 電視動畫
2020年
- 前說！（聲演本人）

## 外部連結
- 官方檔案 （页面存档备份，存于）（日語）
- ウーマンラッシュアワー | よしもとアール・アンド・シー （页面存档备份，存于）
- 村本大輔（ウーマンラッシュアワー）的X（前Twitter）
- 村本大輔的Instagram帳戶
- 中川パラダイス的X（前Twitter）
- 中川パラダイス的Instagram帳戶